# Hoa ban đỏ
Hoa ban đỏ là một loạt phim truyền hình chiến tranh dạng bán tài liệu của đạo diễn Bạch Diệp, ra mắt lần đầu năm 1994 nhân kỷ niệm 40 năm chiến thắng Điện Biên Phủ.

## Nội dung
Trong những ngày cuối cùng của chiến dịch Điện Biên Phủ, Tiểu đoàn trưởng Phương bị trọng thương khi chỉ huy cuộc chiếm lĩnh Cứ điểm 206. Ở bệnh viện quân y, Phương gặp Tấm - cô y tá đồng hương với anh. Khi vết thương đã lành, Phương tạm biệt Tấm để trở lại đơn vị, cuộc chia tay của họ diễn ra ở một cánh rừng nở đầy hoa ban đỏ. Tấm đã thầm yêu Phương.
Ngày Cứ điểm bị đập tan, Tấm đã chạy đi khắp cánh đồng Mường Thanh mà không tìm được Phương, quanh cô chỉ có tiếng hát quân hành của bộ đội mừng thắng trận.

## Kĩ thuật

### Sản xuất
- Cố vấn quân sự: Trung tướng Vũ Cao
- Phó giám đốc sản xuất: Phạm Tiến Đại, Lê Thi
- Trợ lý giám đốc sản xuất: Lê Hợi, Hoàng Dũng Tuấn, Phạm Thọ
- Thư ký đạo diễn: Nguyễn Thị Ngọc
- Trợ lý đạo diễn: Thanh Tùng, Lê Vinh Quốc
- Âm thanh: Nguyễn Huy Căn, Trương Thị Trâm
- Âm nhạc: Đỗ Hồng Quân
- Biên tập nhạc: Trần Ngà
- Họa sĩ: Nguyễn Ngọc Tuân, Nguyễn Hải Nghiêm
- Dựng cảnh: Nguyễn Văn Mạnh, Nguyễn Đức Tuynh, Lê Kỳ, Bùi Xuân Thiện
- Đạo cụ: Nguyễn Văn Sinh, Nguyễn Trọng Hoàn, Nguyễn Mạnh Hùng
- Phục trang: Trần Thị Tuyết, Nguyễn Thu Hồng, Trần Đức Vinh
- Hóa trang: Nguyễn Bích Thúy, Nguyễn Hồng Nhung
- Kỹ thuật hình: Nguyễn Quốc Dũng
- Ánh sáng: Nguyễn Văn Ty, Tống Dũng, Chu Văn Nhung, Nguyễn Hùng
- Dựng phim: Trần Minh Hải, Trần Lê Trang
- Khói lửa: Nguyễn Văn Thắng
- Tiếng động: Minh Tâm, Nguyễn Văn Bàn

### Diễn xuất
- Trần Lực[1]... Phương
- Thu Hà[2]... Tấm
- Trung Hiếu... Bảy (em của Tấm)
- Trọng Trinh... Quán
- Phạm Thu Hà... Thanh
- Tiến Hợi... Hồng (Trung đoàn trưởng)
- Mạnh Cường... Tư lệnh Đại đoàn
- Hồng Sơn... Chính ủy Đại đoàn
- Quốc Trị... Thiêm
- Hữu Đại... Thái
- Quốc Trọng... Đồng
- Hoàng Sơn... Bài
- Hoàng Phương... Phần
- Công Lý... Được
- Văn Thái... Viên
- Vũ Thu... Đăng
- Thanh Tùng... Phú
- Thanh Chương... Bùi
- Đại Đồng... Lương
- Trung Anh... Hoan
- Kim Oanh... Thao
- Thu Thủy... Lưu
- Thanh Hải... Đào
- Hán Văn Tình... lão Mùi (bố của Tấm)
- Thanh Nga
- Tiến Lịch
- Văn Thu
- Đức Mạnh
- Ngọc Hoa
- Đình Chuyên
- Xuân Quý
- Đỗ Tuân
- Đức Chương
- Văn Ngọc
- Khánh Toàn
- Hoàng Điệp